# 大勝館
大勝館（たいしょうかん、1908年（明治41年）7月13日 開業 - 1971年（昭和46年）10月12日 廃業）は、かつて存在した日本の映画館である。

## 略歴・概要

### 黎明期の映画常設館
1880年代（明治10年代）、区画整理されたばかりの東京市浅草区公園六区一号地（現在の東京都台東区浅草2丁目10番1号）に「第一共盛館」として開業、青木一座の玉乗りを興行していた。
1908年（明治41年）7月13日、浅草公園地第七区（1934年、「浅草馬道一丁目」編入）に「共栄館勧工場」を経営する実業家・大瀧勝三郎が佐藤保蔵（大保工務店、現在のだいやす建設二代目）に発注して改築し、映画常設館「大勝館」として開業した。同日の開業記念作品は、梅屋庄吉のM・パテー商会が製作した映画『大勝館開場番組』で、その後も、同社のフラッグシップ館として機能した。石川啄木の日記にはこの年の10月4日に大勝館を訪れたことが記されている。
1912年（大正元年）9月10日、M・パテー商会が、福宝堂、横田商会、吉沢商店と4社合併して日本活動写真株式会社（現在の日活）となり、同年9月29日公開のM・パテー商会製作の和製ジゴマ映画『新ジゴマ大探偵』を最後に、日活のフラッグシップ館となった。同年10月21日公開の『仇討噂高松』が同館で封切り公開された最初の作品で、同年11月15日には、牧野省三監督、尾上松之助主演の映画『乃木将軍と生涯』を公開している。
1914年（大正3年）5月、牧野省三監督、尾上松之助主演の映画『吉原怪談手振り坊主』を最後に、日活のフランチャイズを離れ、同年6月の市川海老十郎主演作『赤壁大明神』から、同年3月設立の天然色活動写真（天活）のフラッグシップ館となる。1919年（大正8年）12月16日、天活は国際活映（国活）に買収されて消滅、同年12月14日公開の枝正義郎撮影作品『呑龍上人と文福茶釜』が天活の最後の作品となり、大勝館はひきつづき国活のフラッグシップ館となった。1921年（大正10年）8月1日公開の『法華長兵衛と幡随院長兵衛』を最後に国活との契約は解除、松竹蒲田撮影所作品のフラッグシップ館となる。
1921年（大正10年）には、6月28日公開の森要監督作品『四ツ谷怪談』まで7本を公開したが、同年9月1日の関東大震災で首都は壊滅、松竹蒲田撮影所も大勝館も崩壊した。同年11月29日、松竹キネマ下加茂撮影所が製作した牛原虚彦監督作品『夜の笑ひ』で、大勝館は復活した。
1925年（大正14年）5月21日公開の吉野二郎監督作品『奈良孝子伝』を最後に松竹との契約は終了、翌週の同年6月1日には、帝国キネマ演芸からスピンアウトした東邦映画製作所の第1回作品、伊藤大輔脚本・監督『煙』を公開、同社のフラッグシップになったが、同社がわずか8作を製作して解散、大勝館は、帝国キネマ演芸芦屋撮影所の製作する作品のフラッグシップ館となった。
その後、1930年（昭和5年）ころには洋画を中心とした興行になり、ときに阪東妻三郎プロダクション等、インディペンデント作品を公開した。
1931年（昭和6年）5月、松竹の洋画興行チェーンの松竹座チェーンがパラマウント映画チェーンと合併、松竹は「松竹パ社興行社」を設立、大勝館は、新宿松竹座、有楽町邦楽座（現在の丸の内ピカデリー）、新宿武蔵野館、浅草の電気館、大阪松竹座、京都松竹座、神戸松竹座、大阪公楽座、11月から同チェーンに加わる日比谷の帝国劇場とともに、「松竹パ社興行社」の直営劇場「SPチェーン」のフラッグシップとして洋画を公開した。1933年（昭和8年）5月には、パラマウントが撤退、同チェーンが解消され、同年翌6月には、浅草の常盤座、新宿昭和館を加え、「SYチェーン」を形成、松竹の洋画配給網が2系統となった。大勝館は、松竹洋画の二番館となった。
1942年（昭和17年）4月、松竹の洋画配給が一旦終了する。大勝館は洋画の興行をストップする。映画興行を取りやめ、実演劇場として戦中を凌いだ。

### 戦後
1945年（昭和20年）8月15日の第二次世界大戦終了後、前年の解散以来、松竹歌劇団が復活。同年11月29日から11月1日、大勝館で戦後第1回公演を行った。その後中映に移管され、洋画ロードショー劇場に戻るが、1962年（昭和37年）12月一杯で洋画封切館ではなくなり、以降は洋画名画座になる。また、1947（昭和22年）8月15日のストリップ劇場・ロック座開業とそのヒットに影響を受け、大勝館地下にストリップ劇場「浅草カジノ座」を開業。
1971年（昭和46年）10月12日廃業。63年の映画館の歴史を閉じた。建物は取り壊され、翌1972年12月に浅草中映会館が建築された。館内は3・4階に浅草中映ボウル、ほか中映インドアゴルフ場、ゲームコーナーなどが開設されたが、1977年にアポロ（地階）、キャピタル、ロマン（いずれも2階）の3つの映画館が設けられた。キャピタルは大勝館の流れをくむ洋画名画座であったが、あとの2館はいずれも成人映画を上映していた。1981年（昭和56年）にボウリング場と映画館が閉鎖されると、建物周囲を鉄塀で囲いそのまま廃墟ビルとして放置された。
2001年（平成13年）、ロック座を経営する東興業の斎藤智恵子が同館を借り受けることとなり、館内を改装の上、彼女が経営する劇場「浅草大勝館」として大衆演劇の興行を開始。館内には24時間営業の食事処「大勝館」もテナントとして併設していた。しかし、2007年（平成19年）からは老朽化した建物を改築する名目で休館されてしまい、再度鉄塀に囲われた廃墟ビルに戻った。このため、食事処は浅草二丁目17番3号に移転して現在も営業を続けている。
2012年に借地権を、ドン・キホーテが取得。同社が現建物を取り壊して跡地に「ドン・キホーテ」を核店舗とした商業施設を建設するといった再開発事業が開始され、2013年12月13日にドン・キホーテ浅草店が新築開店した。

## 注記
1. 1 2  「MEIJI TAISHO 1868 - 1926: SHOWCASE」サイト内の記事「浅草公園第六区 日本パノラマ館を望む」の記述を参照。
2. ↑  #外部リンク欄の「だいやす建設」公式サイト内の「会社のあゆみ」の項の記述を参照。
3. ↑  日本映画データベースサイト内の「大勝館開場番組」の項の記述を参照。
4. ↑  日本映画データベースサイト内の「1912年 公開作品一覧 401作品」の記述を参照。
5. ↑  岩波書店編集部 編『近代日本総合年表 第四版』岩波書店、2001年11月26日、347頁。ISBN 4-00-022512-X。
6. ↑  “浅草の歴史に長い歴史を刻む演芸館の食事処「大勝館」（東京・浅草）”.   AllAbout (2004年12月9日). 2012年8月14日閲覧。
7. ↑  地主は金龍山浅草寺。